# شهرستان بزمین

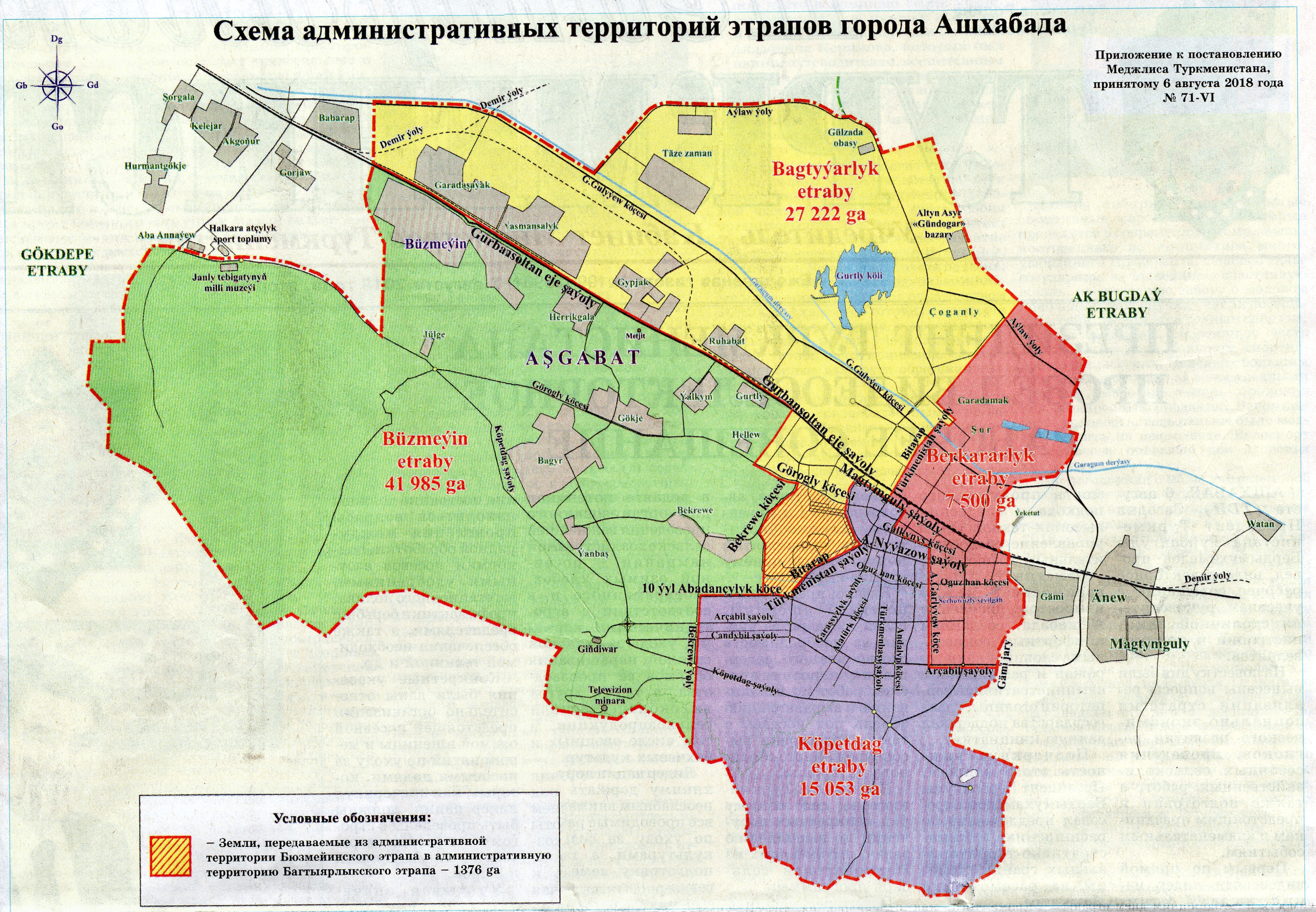
نقشه مناطق شهرداری شهر عشق‌آباد، منطقه بزمین با رنگ سبز نشان داده شده است.

شهرستان بزمین (به ترکمنی: Büzmeýin etraby، بۆزمین اطرابیٛ)، به مرکزیت شهر منحل شده‌ی بزمین، یک منطقه در شهر عشق‌آباد، پایتخت ترکمنستان است.
سابقا این منطقه، شهری مستقل در ولایت آخال بوده است. در سال ۲۰۰۲، نام این شهر به «آبادان» تغییر کرد. در سال ۲۰۱۳،‌ شهر آبادان استقلال خویش را از دست داد و در شهر عشق‌آباد، پایتخت ترکمنستان ادغام شد. در سال ۲۰۱۸، نام این منطقه، به نام سابق آن، یعنی «بزمین» برگردانده شد.
در ۸ ژانویه سال ۲۰۱۸، شهرستان آرچابیل (که از سال ۲۰۱۵ به بعد، شامل اراضی شهرستان منحل شده‌ی شهرستان چاندیبیل نیز بود)، با این شهرستان ادغام شدند. در ماه اوت سال ۲۰۱۸، حدود ۱۴۰۰ هکتار از اراضی این شهرستان، به حوزه مدیریت شهرستان بختیارلیق اضافه شد.